# Johanna Hulkkonenová
Johanna Hulkkonenová (* 20. září 1993 Turku) je finská reprezentantka v orientačním běhu. Jejím největším úspěchem je stříbrná medaile ze štafet na juniorském mistrovství světa 2013 v Hradci Králové. V současnosti (2016) žije ve Vantae a běhá za finský klub Koovee Tampere.